# Iberis fontqueri
Iberis fontqueri Pau  är en ört som ingår i släktet iberisar i familjen korsblommiga växter. 

## Beskrivning
Växten är 15 cm hög.
Kromosomtal 2n = 16.

### Underarter
(Iberis pinnata är synonym – dock nom. illeg. – till Iberis fontqueri)
- Iberis pinnata var. bicorymbifera Foucaud & Rouy, (1895)
- Iberis pinnata (infrasp. ej avgjord) costei Foucaud & Rouy, (1895)
- Iberis pinnata var. crenata (Lam.) Foucaud & Rouy, (1895)

## Habitat
Södra Spanien, intill Medelhavet.

## Etymologi
- Släktnamnet Iberis syftar på Iberiska halvön (Spanien + Portugal) och valdes av namngivaren Carlos Pau med tanke på fyndplatsen för det av honom beskrivna exemplaret av Iberis fontqueri.
- Artepitetet fontqueri är en eponym till heder av Pius Font Quer på förslag av — — — .